# Othonninae
Othonninae es una de las 5 subtribus de la tribu Senecioneae perteneciente a la familia de  las asteráceas. Contiene los siguientes géneros:

## Géneros
- Euryops (Cass.) Cass.
- Gymnodiscus Less. (2 spp.)
- Hertia Less.
- Lopholaena DC.
- Othonna L.